# Louis Benoît Alphonse Révial
Louis Benoît Alphonse Révial (né Marie Pauline Françoise Louis Benoît Alphonse Révial le 29 mai 1810 à Toulouse et mort le 14 octobre 1871 à Paris 9e) est  un ténor et professeur de chant français.

## Biographie
Il entre au Conservatoire de Paris, le 23 octobre 1829. Il obtient le second prix de chant au concours de 1831, le premier prix en 1832. 
Le 15 avril 1833, il débute à l'Opéra-Comique dans Fra Diavolo, d’Auber. Le premier rôle qu'il crée est dans la Prison d'Édimbourg, de Michele Enrico Carafa, le 20 juillet 1833. Pendant quelques années il est premier ténor de l'Opéra-Comique ; Il crée, le 23 mars 1835, le rôle du Prince Yang dans Le Cheval de bronze d'Esprit Auber ; le 23 janvier 1836, le rôle du comte Léoni dans Actéon, d'Auber.
Après les débuts de Gustave-Hippolyte Roger, Révial ne peut rester ; il se retire au mois d'avril 1838, et part pour l’Italie, où il travaille au perfectionnement de son organe et de son mécanisme de la vocalisation. En 1840 il chante au théâtre de Varèse, en qualité de premier ténor. De retour à Paris au commencement de 1841, il se fait entendre dans les concerts de quelques villes de France et à Londres, puis il est engagé comme premier ténor du théâtre de La Haye en 1842. 
De retour à Paris en 1843, il renonce à la scène, et se livre avec succès à l'enseignement. Au mois de juillet 1846, il est nommé professeur de chant au Conservatoire de Paris ; Il le reste jusqu'en 1868. Parmi ses principaux élèves on compte MM. Merly, Marc Bonnehée, Wicart, Moreri, Victor Capoul, Pedro Gailhard, Renard, Mesdemoiselles Marie Cico, Brunet-LafleurCaroline Girard, Dérasse.